# Argonaut Games
Argonaut Games — британская компания, специализирующаяся на разработке игр для персонального компьютера и игровых консолей. Офисы компании находились в Эджвейре, Лондон. Компания была официально закрыта в 2004 году. Компания возобновила свою деятельность 28 августа 2024 года.

## История компании
Название «Argonaut Games» дал компании её основатель Джез Сэн (англ. Jez San). Название компании является своего рода игрой слов: инициалы Сэна — J. San, что по произношению похоже на имя Джейсон (англ. Jason). В английском языке Джейсон пишется так же, как и Ясон — что отсылает к древнегреческому герою, предводителю аргонавтов (англ. аrgonauts), а также к кинофильму «Ясон и аргонавты».
Первым проектом компании была игра Skyline Attack для компьютера Commodore 64. Позднее Argonaut Games занимались созданием трёхмерной игры Starglider для платформ Amiga и Atari ST. В 1993 году начали работу над несколькими играми для игровых приставок Nintendo Entertainment System и Super Nintendo Entertainment System; силами компании был разработан прототип игры Star Fox, изначально названный «NesGlider», что послужило отсылкой к предыдущей игре компании — Starglider.
Благодаря предложению Джеза Сэна, Nintendo внедрили в производство чип Super FX для приставки SNES, который использовался преимущественно для выполнения тех функций, которые не мог выполнять основной процессор консоли, например, для реализации трёхмерной графики. После создания чипа Super FX, Argonaut занимались разработкой нескольких других чипов, для игровых приставок от Philips и Hasbro, однако они так и не вышли в массовую продажу.
В 1996 году Argonaut Games разделилась на две самостоятельные и независимые друг от друга компании — Argonaut Technologies Limited (ATL) и Argonaut Software Limited (ASL) и переехали в новые офисы, на Колиндейл Авеню и Кэпитол Вэй соответственно.
Argonaut Software продолжили заниматься компьютерными играми, кроме того, тогда была начата разработка BRender, собственного кроссплатформенного игрового движка, который успешно применялся и в дальнейшем. Спустя год компания переехала в новый офис, расположенный в Эджвейре.
В 1998 году отделившаяся ATL (Argonaut Technologies) была переименована в ARC (Argonaut RISC Core). Эта компания работает и сейчас (по состоянию на 2015 год), специализируясь на разработке микропроцессоров.
«Игровая» Argonaut Software Limited (ASL) в 1999 была переименована в прежнее название — Argonaut Games. На волне успеха постепенно было выкуплено несколько небольших игровых компаний, расширен штат сотрудников, начато несколько новых проектов. 
В 2001 и 2002 годах соответственно были выпущены игры Harry Potter and the Philosopher’s Stone и Harry Potter and the Chamber of Secrets для PSOne.
В октябре 2004 года в результате отмены нескольких крупных проектов и в силу ряда других причин, компания обанкротилась. Было уволено около ста сотрудников, а сама компания выставлена на продажу. В результате Argonaut Games была закрыта спустя 22 года после основания, оставив после себя более тридцати игр. После закрытия часть сотрудников перешла в новую студию — Rocksteady Studios, а Джез Сэн открыл компанию PKR.com, которая владеет трёхмерным онлайн-покером.

## BRender
BRender (аббревиатура от «Blazing Renderer») — набор инструментов для разработки и трёхмерный графический движок для компьютерных игр, симуляторов и графических инструментов. Он был разработан и лицензирован компанией Argonaut Software. Движок имеет поддержку набора инструкций MMX от Intel и поддерживает платформы Microsoft Windows, MS-DOS и PlayStation. Была добавлена поддержка аппаратных графических ускорителей трёхмерной графики. Среди программ, созданных с помощью BRender, — Carmageddon, Croc: Legend of the Gobbos, FX Fighter, I-War и 3D Movie Maker. 3 мая 2022 года исходный код движка был опубликован в свободном доступе под лицензией MIT.

## Разработанные игры

### Выпущенные игры
- 1984 — Skyline Attack (Commodore 64)
- 1984 — Alien (Commodore 64)
- 1985 — Starglider
- 1988 — Starglider 2
- 1990 — Days of Thunder (Atari ST, Amiga)
- 1992 — Race Drivin (Atari ST, Amiga)
- 1992 — A.T.A.C (ПК)
- 1992 — Birds of Prey (Amiga)
- 1992 — X (Game Boy)
- 1993 — Star Fox (SNES)
- 1993 — King Arthur's World (SNES)
- 1994 — Vortex (SNES)
- 1994 — Stunt Race FX (SNES) (соразработка)
- 1994 — Creature Shock (ПК)
- 1994 — Ren & Stimpy: Fire Dogs (SNES)
- 1995 — FX Fighter (ПК)
- 1995 — Alien Odyssey (ПК)
- 1996 — FX Fighter Turbo (ПК)
- 1996 — Scooby Doo Mystery (SNES)
- 1997 — Croc: Legend of the Gobbos (PlayStation, SAT, ПК)
- 1998 — Buck Bumble (Nintendo 64)
- 1999 — Croc 2 (PlayStation, ПК)
- 2000 — The Emperor’s New Groove (PlayStation, ПК)
- 2000 — Alien: Resurrection (PlayStation)
- 2000 — Red Dog: Superior Firepower (Dreamcast)
- 2000 — Aladdin in Nasira's Revenge (PlayStation, ПК)
- 2001 — Harry Potter and the Sorcerer’s Stone (PlayStation)
- 2002 — Harry Potter and the Chamber of Secrets (PlayStation)
- 2002 — Bionicle: Matoran Adventures (Game Boy Advance)
- 2002 — Bionicle: The Game (ПК, Xbox, PlayStation 2, GameCube)
- 2003 — I-Ninja (Xbox, ПК, PS2, GameCube)
- 2003 — SWAT: Global Strike Team (Xbox, PS2)
- 2004 — Carve (Xbox)
- 2004 — Catwoman: The Game (Xbox, ПК, PS2, GameCube)
- 2004 — Powerdrome (ПК, Xbox, PS2)
- 2004 — Malice (Xbox, PS2)

### Отменённые игры
- Star Fox 2 (SNES)
- Orchid (PS2)
- I-Ninja 2
- Cash on Delivery (PS2)
- Zero Hour (PSP)
- Kannan (ПК)[13]
- Bionicle: City of Legends (Xbox, PS2)